# 耳塞

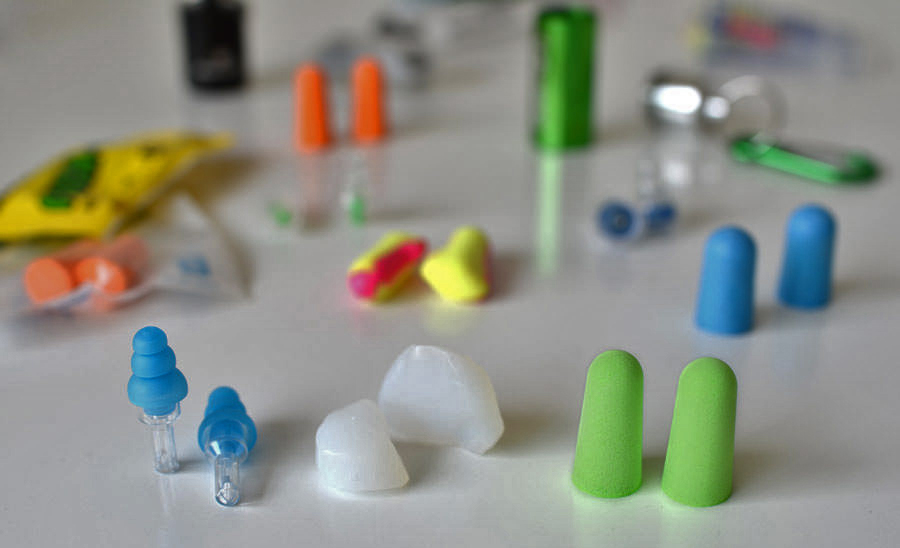
從左到右分別是：模製的耳塞、可成型的耳塞、以及泡棉耳塞

耳塞（earplug）是塞入耳道來保護耳朵的設備，實際保護的功能依設備設計而不同，多半是防止噪音、水、異物、灰塵或強風進入。因為耳塞可以進入降低耳朵的音響，某些情形下可以減少听力减退及耳鸣的情形，但是對於高亢、尖銳且重複性吵雜的聲音則無法發揮作用。

## 防水型
有些耳塞是設計來防水的，特別是在游泳或是水上運動時使用，避免水份進入耳道，其材質一般會是蠟，或是可塑硅胶（配合使用者的耳朵形狀而設計）。
外耳道骨瘤（Exostosis，也稱為Surfer's ear）是在寒冷氣候中花許多時間在水中的人會出現的症狀。此外，風也會增加外耳道骨瘤出現的比例，而和人平常受風的耳朵比較容易出現客製的耳塞可以減少冷水或是風進入耳道的量，也減緩外耳道骨瘤的形成。

## 保護聽力
若是保護聽力的耳塞，主要可以分為以下四種：
- 泡棉耳塞，主要是由聚氯乙烯（PVC）或是聚氨酯（PU，記憶泡綿（英语：memory foam））所製，用法是先擠壓（滚动）後再放入耳道，在耳道中會膨脹，產生耳塞的效果。
- 硅胶耳塞，先滚动擠壓成球狀，再小心的放入耳道的外部。
- Flanged（有凸緣的耳塞），包括大部份音樂家耳塞或是Hi-Fi耳塞。
- 客製化耳塞，依使用者的耳道外型而設計，會依外耳的模具設計，準確的符合外耳的外形，可以再細分為實驗室製作或是現場成型的耳塞。

## 外部連結
- Royal National Institute for Deaf people （页面存档备份，存于）
- National Institute for Occupational Safety and Health - Hearing Protector Device Compendium （页面存档备份，存于）